# Leon Forycki
Leon Forycki (ur. 25 czerwca 1908 w Krzywosądowie Kościelnym, zm. 2 czerwca 1991 w Gdańsku) – rzymskokatolicki duchowny, pallotyn, wieloletni wykładowca teologii dogmatycznej, pastoralnej i homiletyki w Wyższym Seminarium Duchownym w Ołtarzewie.
Leon Forycki urodził się 25 czerwca 1908 w Krzywosądowie Kościelnym w archidiecezji gnieźnieńskiej, jako syn Jana i Katarzyny z domu Kaźmierczyk.
Pallotyńskie gimnazjum Collegium Marianum w Wadowicach ukończył w 1925 i w tym samym roku rozpoczął u pallotynów nowicjat. Sutannę pallotyńską otrzymał 7 października 1925 z rąk ks. Wojciecha Turowskiego, a 24 września 1927 na jego ręce złożył w Sucharach pierwszą profesję. Studia filozoficzne odbył w Sucharach i Ołtarzewie (w latach 1926-1928), zaś teologiczne na Uniwersytecie Gregoriańskim w Rzymie (1928-1832), uwieńczone stopniem naukowym doktora teologii.
Święcenia kapłańskie otrzymał 19 lipca 1931 w Rzymie z rąk kard. Selvagianni Marquettiego. Po święceniach wrócił do Polski i został skierowany na studia specjalistyczne z zakresu historii i na kurs pedagogiczny na Uniwersytecie Warszawskim.
W 1938 ks. Foryckiego skierowano do Chełmna nad Wisłą na stanowisko dyrektora pallotyńskiego Collegium Josephianum. W roku następnym został przeniesiony do Wyższego Seminarium Duchownego w Ołtarzewie na profesora teologii pastoralnej i homiletyki oraz prefekta (opiekuna) alumnów. Gdy w czasie II wojny światowej ołtarzewskie Seminarium ewakuowano do Wadowic i Kalwarii Zebrzydowskiej, również ks. Forycki w 1942 udał się tam również, gdzie wykładał wiele przedmiotów. W 1945 został profesorem i dyrektorem wadowickiego Collegium Marianum oraz rektorem pallotyńskiego domu. W 1952 powrócił do Ołtarzewa jako profesor teologii dogmatycznej. Od 1956 przebywał kolejno w Radomiu, Poznaniu i Szczecinie jako rekolekcjonista, kapelan szpitalny, duszpasterz inteligencji i sióstr zakonnych. W 1960 ponownie został w Ołtarzewie jako wykładowca teologii dogmatycznej i pastoralnej. W latach 1967–1969 ks. Forycki pracował na placówce w Kielcach, a następnie od 1969 w Gdańsku przy ul. Elżbietańskiej 1.
Zmarł 2 czerwca 1991 w Gdańsku i tam został pochowany na cmentarzu Srebrzysko (rejon I, groby rodzinne D).

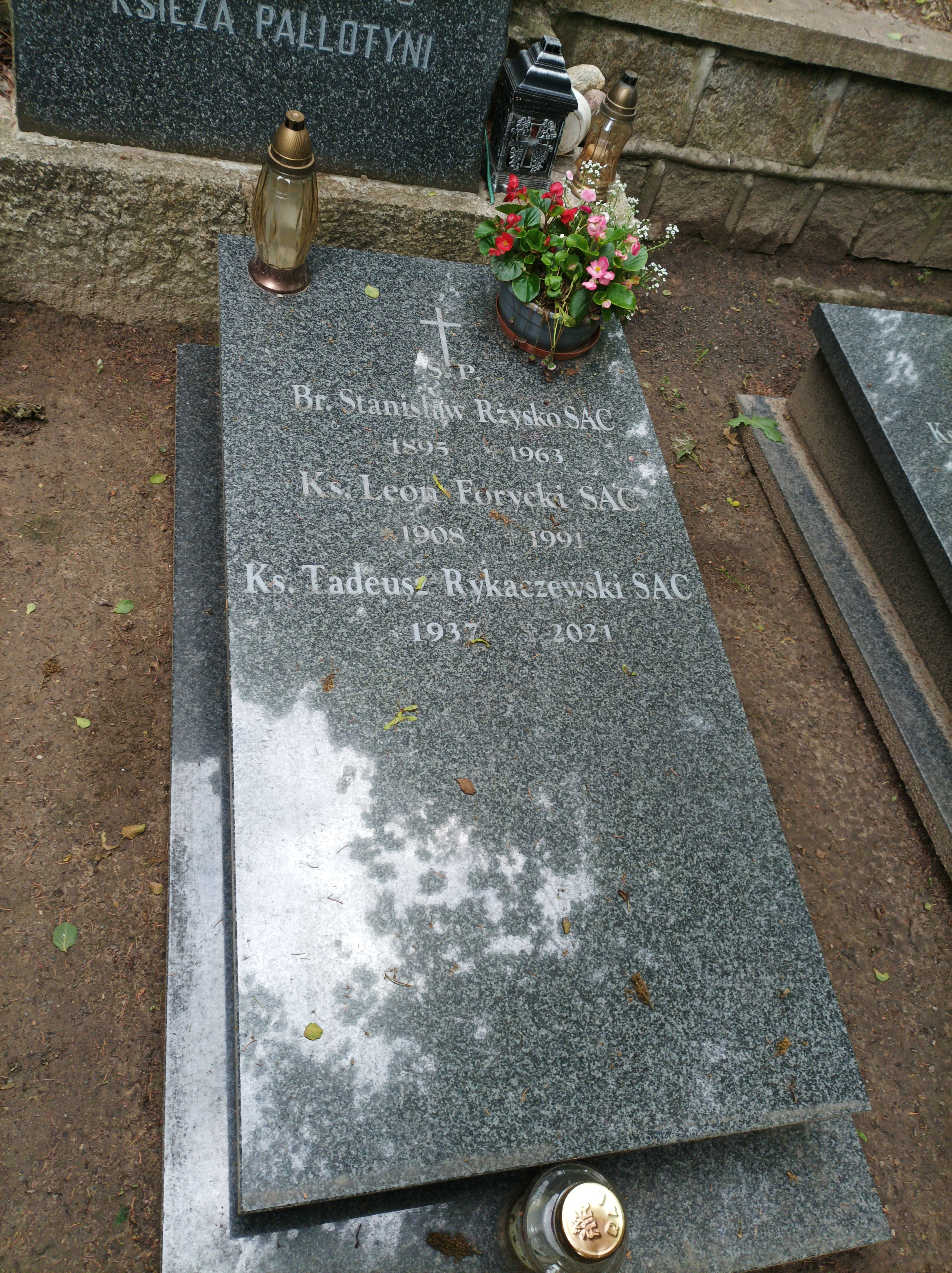
Grób ks. Leona Foryckiego na Cmentarzu Srebrzysko

Ks. Leon Forycki był rodzonym bratem pallotynów: Ignacego Foryckiego, Antoniego Foryckiego (zginął 6 marca 1915 w bitwie pod Inowłodzem k. Tomaszowa Mazowieckiego) oraz krewnym ks. Romana Foryckiego.